# Tapura huiraatira
Ne doit pas être confondu avec Tahoeraa huiraatira.
Le Tāpura huiraʻatira (nom en tahitien, traduisible en français par « Liste du peuple ») est un parti politique autonomiste de Polynésie française, fondé le 20 février 2016 sur la base du groupe parlementaire Tāpura huiraʻatira à l'Assemblée de la Polynésie française. Positionné au centre droit, il est présidé par Édouard Fritch, élu lors du congrès fondateur à Pirae. Sa couleur est le rouge et son logo est une pirogue dirigée vers l'est, avec deux voiles et cinq passagers, représentant les cinq archipels.
Le parti soutient Alain Juppé à la primaire française de la droite et du centre de 2016, puis François Fillon lors de l'élection présidentielle de 2017. Cependant, après l'élection d'Emmanuel Macron, tout en gardant l'étiquette Union des démocrates et indépendants (UDI) et le soutien des Républicains, les trois candidats aux législatives se présentent comme faisant partie de la majorité présidentielle et sont soutenus au second tour par En marche. Deux sont élus. Le parti remporte par la suite les élections territoriales polynésiennes de 2018 avec 49,18 % des voix.
Le Tāpura soutient la candidature du président sortant, Emmanuel Macron, lors de l'élection présidentielle de 2022. Après des législatives décevantes, le parti reconquiert un siège à l'Assemblée nationale en 2024. Le Tāpura séduit traditionnellement les électeurs aisés et les commerçants.

## Fondation
Au congrès fondateur assistent notamment 38 maires polynésiens, soit Marcelin Lissan (Huahine) et Dauphin Domingo (Hitiaa O Te Ra), Michel Buillard (Papeete), Philip Schyle (Arue), Damas Teuira (Mahina), Anthony Jamet (Taiarapu-Est), Wilfred Tevaearii (Taiarapu-Ouest), Tearii Alpha (Teva I Uta), Putai Taae (Papara), Jacqui Graffe (Paea), Rony Tumahai (Punaauia), Gaston Tong Sang (Bora Bora), Cyril Tetuanui (Tumaraa), Céline Temataru (Tahaa), Frédéric Riveta (Rurutu), Joachim Tevaatua (Raivavae), Hirama Hatitio (Rimatara), Benoit Kautai (Nuku Hiva), Nestor Ohu (Ua Huka), Félix Tokoragi (Makemo), Vai Gooding (Rikitea), Ernest Teagai (Tatakoto), Raymond Tekurio (Hikueru), Calixte Yip (Anaa), Mareta Mapu (Fangatau), Mautaina Taki (Napuka), Philomène Tokoragi (Nukutavake), Thérèse Ly (Reao), Tevahine Brander (Tureia), Teapehu Teahe (Takaroa), Teina Maraeura (Rangiroa), Tuhoe Tekurio (Fakarava), Reupena Taputuarai (Arutua) et Liz Haoatai, la maire de Manihi.

## Direction exécutive
- Président : Édouard Fritch
- Premier vice-président : Teva Rohfritsch, démissionnaire du parti, vacant
- Vice-présidents : Philip Schyle, quitte le parti, Rony Tumahai, décédé, Jacqui Graffe, décédé, Gaston Tong Sang, Frédéric Riveta, Benoît Kautai, Teapehu Teahe, Vai Gooding
- Secrétaire générale : Nicole Bouteau, démissionnaire du parti, René Temeharo
- Secrétaires généraux adjoints :
  - Adhésions : Jean-Claude Tang ;
  - Communication : Jérôme Jannot ;
  - Logistique : Enoch Laughlin ;
  - Taurea (fédération des jeunes) : Naumi Mihuraa ;
  - Référent socioprofessionnels : Michel Dudes
- Trésorier : Dylma Aro
- Parlementaires : Moerani Frébault, député, Maina Sage, ancienne députée, Nicole Sanquer, députée, quitte le parti, Lana Tetuanui, porte-parole, sénatrice, Nuihau Laurey, ancien sénateur, quitte le parti
- Groupe à l'Assemblée :
  - Ancienne présidente : Tepuarauri Teriitahi
  - Vice-présidents : Michel Buillard et Gaston Tong Sang (président de l'Assemblée)

Le Conseil politique comprend les 25 membres du Bureau exécutif, les 29 membres du groupe Rassemblement pour une majorité autonomiste (RMA) à l'assemblée de Polynésie française et les 38 maires polynésiens présents au congrès fondateur du 20 février 2016.

### Liste des présidents
| Nom            | Nom            | Dates du mandat | Notes |
| -------------- | -------------- | --------------- | --- |
| Édouard Fritch | Édouard Fritch | 20 février 2016 | Ancien Président de la Polynésie française Maire de Pirae Ancien Président de l'Assemblée de la Polynésie française Ancien vice-président de la Polynésie française Ancien député de la 1re circonscription de la Polynésie française |

### Liste des premiers vice-présidents
| Nom                                                             | Nom             | Dates du mandat                   | Notes |
| --------------------------------------------------------------- | --------------- | --------------------------------- | --- |
| Teva Rohfritsch                                                 | Teva Rohfritsch | 20 février 2016-14 septembre 2022 | Ancien vice-président de la Polynésie française Représentant de l'Assemblée de la Polynésie française actuel Ancien Ministre dans le gouvernement de Gaston Flosse puis dans le Gouvernement de Oscar Temaru puis dans le Gouvernement de Gaston Tong Sang puis dans le gouvernement de Édouard Fritch. Sénateur de la Polynésie française actuel. Démission du parti du Tapura Huiraatira et du groupe Tapura Huiraatira a l'Assemblée de la Polynésie française |
| Vacance du poste de Premier vice-président du 14 septembre 2022 |                 |                                   | |

### Liste des secrétaires généraux
| Nom                                                                             | Nom            | Dates du mandat                   | Notes |
| ------------------------------------------------------------------------------- | -------------- | --------------------------------- | --- |
| Nicole Bouteau                                                                  | Nicole Bouteau | 20 février 2016-14 septembre 2022 | Ancienne ministre du Tourisme, du Travail, chargé des Transports internationaux (2017-2021) Représentante de l'Assemblée de la Polynésie française Démission du parti du Tapura Huiraatira et du groupe Tapura Huiraatira à l'Assemblée de la Polynésie française |
| Vacance du poste de premier vice-président du 14 septembre 2022 au 11 mars 2023 |                |                                   | |
| René Temeharo                                                                   | Nicole Bouteau | 11 mars 2023                      | Ancien ministre des Grands Travaux et des Transports terrestres chargé des Relations avec les institutions |

### Gouvernement (2018-2023)
| Gouvernement | Gouvernement | Gouvernement           | Dates (Durée)                                         | Partis            | Président                           | Composition initiale |
| ------------ | ------------ | ---------------------- | ----------------------------------------------------- | ----------------- | ----------------------------------- | -------------------- |
|              |              | Gouvernement Fritch IV | 23 mai 2018 -12 mai 2023 (4 ans, 11 mois et 19 jours) | Tapura huiraatira | Édouard Fritch ( Tapura huiraatira) | 11 ministres         |

## Résultats électoraux

### Élections territoriales
| Année | Tête de liste  | Premier tour | Premier tour | Premier tour | Second tour | Second tour | Second tour | Sièges  | Gouvernement |
| Année | Tête de liste  | Voix         | %            | Rang         | Voix        | %           | Rang        | Sièges  | Gouvernement |
| ----- | -------------- | ------------ | ------------ | ------------ | ----------- | ----------- | ----------- | ------- | ------------ |
| 2018  | Édouard Fritch | 53 795       | 43,04        | 1er          | 66 730      | 49,18       | 1er         | 38 / 57 | Fritch IV    |
| 2023  | Édouard Fritch | 37 880       | 30,46        | 2e           | 56 117      | 38,53       | 2e          | 15 / 57 | Opposition   |

### Élections présidentielles polynésiennes
| Année | Candidat       | 1er tour | 1er tour | 1er tour |
| Année | Candidat       | Voix     | %        | Rang     |
| ----- | -------------- | -------- | -------- | -------- |
| 2018  | Édouard Fritch | 39       | 68,42    | 1er      |
| 2023  | Édouard Fritch | 16       | 28,07    | 2e       |

### Élections législatives
| Année | 1er tour | 1er tour | 1er tour | 2d tour | 2d tour | 2d tour | Sièges | Gouvernement               |
| Année | Voix     | %        | Rang     | Voix    | %       | Rang    | Sièges | Gouvernement               |
| ----- | -------- | -------- | -------- | ------- | ------- | ------- | ------ | -------------------------- |
| 2017  | 36 312   | 43.35    | 1er      | 55 229  | 59.91   | 1er     | 2 / 3  | Philippe II, Castex, Borne |
| 2022  | 30 758   | 35,96    | 1er      | 46 635  | 43,15   | 2e      | 0 / 3  | Extra-parlementaire        |
| 2024  | 18 456   | 20,52    | 2e       |         |         |         | 1 / 3  | Barnier, Bayrou            |

### Élections sénatoriales
| Année | Candidats       | Premier tour | Premier tour | Premier tour | Sièges | Gouvernement                          |
| Année | Candidats       | Voix         | %            | Rang         | Sièges | Gouvernement                          |
| ----- | --------------- | ------------ | ------------ | ------------ | ------ | ------------------------------------- |
| 2020  | Lana Tetuanui   | 494          | 68,23        | 1er          | 2 / 2  | Castex, Borne, Attal, Barnier, Bayrou |
| 2020  | Teva Rohfritsch | 494          | 68,23        | 1er          | 2 / 2  | Castex, Borne, Attal, Barnier, Bayrou |